# メトラカトラ
メトラカトラ（Metlakatla）は、カナダ、ブリティッシュコロンビア州にある、ツィムシアン族の7つのコミュニティのうちの1つ。プリンスルパートの近くのメトラカトラ海峡に位置している。カナダにおいては、ツィムシアン・ネイションの14部族のうちのある特定の部族もしくは複数の部族と関係をもたない、ツィムシアン族でひとつの村である。
メトラカトラという村の名は、"塩水の通り道"を意味するツィムシアン語のMaaxłakxaałaから派生したものである。伝統的には、この場所はスキーナ川下流域の9部族の集団的な冬の村だったが、1834年以降、この9部族はそのほとんどがラッカラームスへと居を移した。1862年になると、the Anglican lay minister ウィリアム・ダンカンはメトラカトラに、350人のラッカラームスのツィムシアン族の人びと、さらには他のツィムシアン族の部族の人びとからなる、ユートピア的なキリスト教コミュニティを設立した。その後、間もなく、天然痘の流行がラッカラームスに吹き荒れたが、メトラカトラはそれに比べれば被害は軽く、ダンカンはこのことを神の導きの証しだと信徒たちに説明した。ダンカンが改宗させた主要人物であるLigeex（Paul Legaic）を含む、信徒のうちの何人かは, もっとも有力なツィムシアン族のチーフたちであり、ラッカラームスとメトラカトラのあいだで彼らに時間を分割させ続け、キリスト教徒伝統的な文化のあいだで、彼らの忠誠を割き続けた。
メトラカトラに尽くした他の宣教師としては、北西海岸の宣教師の回顧録である『ウォーカヌーの後をおって』の著者であるウィリアム・ヘンリー・コリソンに加えて、ロバート・トムリンソン（短期間）がいる。
1879年頃には、人口は約1,100人にまで増加した。
自身のイメージにより新たなコミュニティを形作ったダンカン本人のスタイルは、聖餐の秘蹟を省略するローチャーチの国教会のものであり、反体制派であった。This, and彼の独立心旺盛な気風は、1881年に、英国国教会のChurch Missionary Societyからのダンカンの追放と、特定の宗派に属さない彼自身の "独立先住民教会"の創設を引き起こした。結果的に1887年には、彼は800人あまりのツィムシアン族の人びとをつれて、"新たな" 「メトラカトラ、アラスカ」のコミュニティを築くための叙事詩的なカヌーの旅に出ることになった。
ダンカンの出ていった後には、今ではときどき"オールド・メトラカトラ"として知られる場所に残った100人そこそこの住民たちが、ダンカンの天敵であり、新たに作られたカレドニア教区の司教であったウィリアム・リドリーの管理下におかれた。
1901年7月には、メトラカトラの聖ポール教会が火災で焼失し、ダンカンが1874年に建設し、サンフランシスコ以北、シカゴ以西で最大と謳われたこの教会は取り壊された。いくつかの資料が指摘するところによると、火をつけたのはダンカンの命令を受けた、アラスカのツィムシアン族の一団であり、そこにはのちにアラスカで先住民権の著名な活動家となる、ピーター・シンプソンもその一団の中にいたといわれる。この悲劇的な火災により、1905年にリドリーはイングランドへと戻ることになる。
2代目の聖ポール教会は1903年に建設されたが、その11年後に再び焼失している。
それ以来、メトラカトラBCは、ツィムシアン族のコミュニティのなかでも、もっとも小さいコミュニティにとどまっている。1983年の時点でその人口は117人であり、近隣にある街、プリンスルパートに完全に依存している。信仰については、英国国教会がなお優勢である。

## メトラカトラにおけるウィリアムダンカンの規則
1. 自分たちのAhliedもしくはIndian devilryを放棄すること
2. 病のときに魔術師を呼ばないこと
3. ギャンブルをしないこと
4. 見せびらかしのために自分の財産をただで与えたりしないこと (ポトラッチを参照のこと)
5. 顔に塗り物をしないこと
6. アルコール飲料を飲まないこと
7. 安息日に休みを取ること
8. 宗教教育に参加すること
9. 子どもを学校に行かせること
10. 清潔であること
11. 勤勉であること
12. 平和的であること
13. 交易においては寛大で誠実であること
14. きちんとした家を建てること
15. 村の税金を払うこと

## 著名なメトラカトラ関係者
- en:Benjamin A. Haldane, 写真家
- Paul Legaic, 世襲のチーフ
- Rev. en:Edward Marsden, 宣教師
- en:Odille Morison, 言語学者および工芸品コレクター
- Peter Simpson, 先住民権の活動家

## 書誌
- Arctander, John W. (1909) The Apostle of Alaska: The Story of William Duncan of Metlakahtla.  New York: Fleming H. Revell Co.
- Bowman, Phyllis (1983) Metlakahtla -- The Holy City!  Chilliwack, B.C.: Sunrise Printing.
- Inglis, Gordon B., et al. (1990) "Tsimshians of British Columbia since 1900."  In Handbook of North American Indians, Volume 7: Northwest Coast, pp. 285-293.  Washington: Smithsonian Institution.
- Johnson, Gertrude Mather (1994) "The Life of Peter Simpson."  In Haa Kusteeyi, Our Culture: Tlingit Life Stories, ed. by Nora Marks Dauenhauer and Richard Dauenhauer, pp. 665-676.  Seattle: University of Washington Press.
- Murray, Peter (1985) "The Devil and Mr. Duncan.  Victoria, B.C.: Sono Nis Press.
- Neylan, Susan (2001) The Heavens Are Changing: Nineteenth-Century Protestant Missions and Tsimshian Christianity.  Montreal: McGill-Queen’s University Press.
- Tomlinson, George, and Judith Young (1993) Challenge the Wilderness: A Family Saga of Robert and Alice Tomlinson, Pioneer Medical Missionaries.  Seattle: Northwest Wilderness Books.
- Usher, Jean (1974) William Duncan of Metlakatla: A Victorian Missionary in British Columbia.  (National Museums of Canada Publications in History, no. 5.)  Ottawa: National Museum of Man.
- Wellcome, Henry S. (1887) The Story of Metlakahtla.  London: Saxon.